# Алексия
Алексия (от др.-греч. ἀ- — отриц. частица и λέξις — слово) — нарушения чтения, возникающие при поражении различных отделов коры левого полушария (у правшей), или неспособность овладения процессом чтения. Нередко алексия сочетается с потерей способности писать (аграфией) и нарушением речи (афазия). В зависимости от области поражения коры больших полушарий различают несколько форм алексии.
Алексия встречается в двух основных формах: «чистая алексия» (или «алексия без аграфии») и «алексия с аграфией». «Чистая алексия» развивается при повреждении медиальной поверхности затылочной доли, которое прерывает связи зрительной коры с левой (доминантной) височно-теменной областью. Обычно это повреждения, расположенные позади и ниже заднего рога бокового желудочка. При «чистой алексии» острота зрения у большинства пациентов нормальная, хотя квадрантная гемианопсия или полная гемианопсия могут иметь место. Невербальные стимулы (любые другие объекты и лица) могут распознаваться нормально.
«Алексия с аграфией» характерна для повреждения конвекситальной поверхности затылочной доли, ближе к височной доле, и проявляется не только нарушением чтения, но и дефектами письма, что чаще всего обнаруживается у больных с разными формами афазии.